# Comuna de Tarnogród
Tarnogród (polaco: Gmina Tarnogród) é uma gminy (comuna) na Polónia, na voivodia de Lublin e no condado de Biłgorajski.
De acordo com os censos de 2006, a comuna tem 6.839 habitantes, com uma densidade 60 hab/km².

## Área
Estende-se por uma área de 114,25 km², incluindo:
- área agricola: 69%
- área florestal: 26%

## Demografia
Dados de $31 de Dezembro de 2005:
|                      | Total   | Total | Mulheres | Mulheres | Homens  | Homens |
| -------------------- | ------- | ----- | -------- | -------- | ------- | ------ |
|                      | pessoas | %     | pessoas  | %        | pessoas | %      |
| População            | 6963    | 100   | 3468     | 49,8     | 3495    | 50,2   |
| Densidade (pop./km²) | 61,1    | 100   | 30,4     | 30,4     | 30,7    | 30,7   |

De acordo com dados de 2002, o rendimento médio per capita ascendia a 1522,12 zł.

## Comunas vizinhas
- Adamówka, Biszcza, Księżpol, Kuryłówka, Łukowa, Obsza, Stary Dzików, Adamówka,